# 韩辰
韓辰（？—？），戰國時期人物，韩国的相国。

## 生平
据《战国策》记载，韩珉死后，韩辰继任。魏国使者让韩辰惩罚出使秦国的韩侈。韩辰不同意，魏使说秦国接纳韩侈是尊重韩珉，现在韩珉死了，秦国不会为了韩侈得罪魏国。韩辰打算听从使者的，韩侈把事情告诉了秦王，说自己要隐藏到山里。秦王任命他为客卿。